# Margaux (wijngemeente)

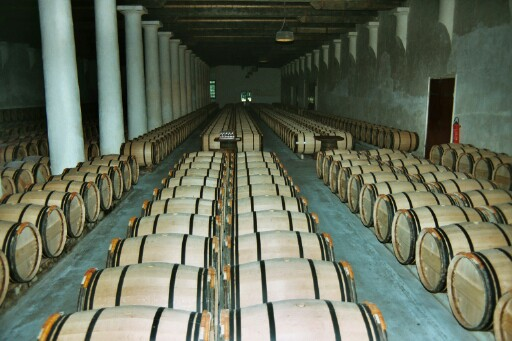
Wijnvaten in Château Margaux

De appellation Margaux omvat naast het dorp Margaux ook nog de buurgemeenten Arsac, Labarde, Soussans en Cantenac.
Het is een Appellation d'Origine Contrôlée, een wijngebied, binnen het gebied van de Médoc, dat weer ligt in de wijnstreek Bordeaux.
Er wordt bijna alleen rode wijn geproduceerd, de druiven Cabernet Sauvignon, Merlot, Cabernet Franc en Petit Verdot worden hier verbouwd. Er wordt slechts een kleine hoeveelheid witte wijn geproduceerd die niet onder de naam Margaux verkocht mag worden.
De bekendste wijn is de Premier cru Château Margaux.
Andere cru classés in Margaux zijn:
- Château Boyd-Cantenac
- Château Brane-Cantenac
- Château Cantenac-Brown
- Château Dauzac
- Château Desmirail
- Château Durfort-Vivens
- Château Ferrière
- Château Giscours
- Château d'Issan
- Château Kirwan
- Château Lascombes
- Château Malescot-St-Exupéry
- Château d' Alesme
- Château Marquis de Terme
- Château Palmer
- Château Pouget
- Château Prieuré-Lichine
- Château Rausan-Ségla
- Château Rauzan-Gassies
- Château du Tertre